# 정복자 (1963년 영화)
"정복자"는 1963년 공개된 대한민국의 영화이다.

## 배역
- 신영균
- 문정숙
- 박노식
- 최남현
- 전영선
- 엄앵란
- 이민자
- 양미희
- 황해
- 이수련
- 주선태
- 김칠성
- 성소민
- 최삼
- 독고성
- 조덕성
- 석운아
- 서월영
- 강계식
- 이업동
- 김웅

## 수상
- 1963년 제1회 청룡영화상
  - 촬영상 - 이용민
  - 음악상 - 김희조